# AV Oirschot
AV Oirschot, roepnaam Atletiek Oirschot, is een atletiekvereniging uit Oirschot.

## Historie
De vereniging is opgericht op 24 oktober 1985. Echter was de basis voor de vereniging al eerder gelegd. Vanaf de jaren vijftig zijn een aantal loopgroepen actief in Oirschot. Gezien het feit dat een eigen vereniging niet levensvatbaar werd geacht, werd besloten de lokale voetbalvereniging SOA om te dopen tot Oirschot Vooruit met een drietal activiteiten: voetbal, korfbal en atletiek. Gedurende de volgende dertig jaar zou er onder Oirschot Vooruit gelopen worden. Pas vanaf 1985 was een eigen vereniging een feit. De club is sindsdien aangesloten bij de Atletiekunie en ligt in atletiekregio 14, De Kempen. De clubkleur is blauw. Als accommodatie heeft de club een grasbaan aan de Bloemendaal in de buurt van sportcentrum De Kemmer. In 2005 en 2010 werd er tijdens het respectievelijk 20- en 25-jarig jubileum een Oirschotse Heidemarathon gehouden. Traditiegetrouw organiseert AV Oirschot op 31 december de Auwjoarscross.

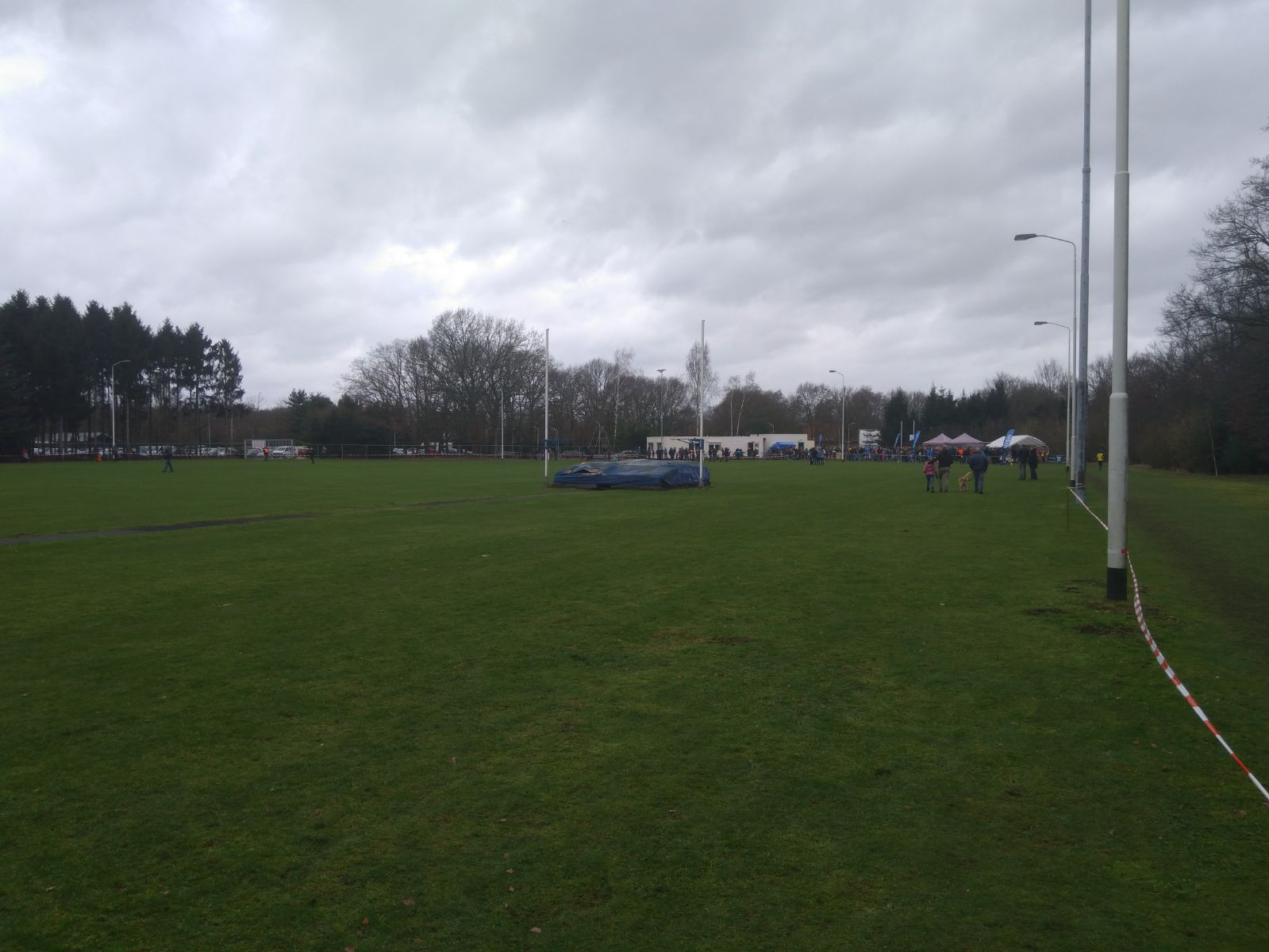
De grasbaan van AV Oirschot aan de Bloemendaal met op de achtergrond de accommodatie.